# آيزاكراوكل
آيزاكراوكل (بالإنجليزية: Aizkraukle)‏ هي منطقة سكنية تقع في لاتفيا في لاتفيا. يقدر عدد سكانها بـ 8,606 نسمة ومساحتها 11.83 كم2 .

## المدن التوأمة
مدن تشَيڤ وكيش كونهالاش ‏ هي مدن توأمة لـآيزاكراوكل.